# Elaeocarpus balansae
Elaeocarpus balansae är en tvåhjärtbladig växtart som beskrevs av A. Dc.. Elaeocarpus balansae ingår i släktet Elaeocarpus och familjen Elaeocarpaceae. Inga underarter finns listade i Catalogue of Life.